# شون ديفيز
شون ديفيز (15 أكتوبر 1973 - ) (بالإنجليزية: Sean Davies)‏ هو لاعب كريكت زيمبابوي.

## وصلات خارجية
- شون ديفيز على موقع إي آس بي آن كريك إنفو (الإنجليزية)